# Апланд (Пенсилванија)
Апланд (енгл. Upland) град је у америчкој савезној држави Пенсилванија.

## Демографија
По попису из 2010. године број становника је 3.239, што је 262 (8,8%) становника више него 2000. године.
| Група             | 2000.         | 2010.         |
| Белци             | 2.271 (76,3%) | 1.632 (50,4%) |
| Афроамериканци    | 586 (19,7%)   | 1.338 (41,3%) |
| Азијати           | 10 (0,3%)     | 25 (0,8%)     |
| Хиспаноамериканци | 62 (2,1%)     | 189 (5,8%)    |
| Укупно            | 2.977         | 3.239         |